# Пшемислав (Поморське воєводство)
Пшемислав (пол. Przemysław) — село в Польщі, у гміні Стеґна Новодворського повіту Поморського воєводства.
Населення — 317 осіб (2011).
У 1975-1998 роках село належало до Ельблонзького воєводства.

## Демографія
Демографічна структура станом на 31 березня 2011 року:
|          | Загалом | Допрацездатний вік | Працездатний вік | Постпрацездатний вік |
| -------- | ------- | ------------------ | ---------------- | -------------------- |
| Чоловіки | 164     | 36                 | 112              | 16                   |
| Жінки    | 153     | 29                 | 87               | 37                   |
| Разом    | 317     | 65                 | 199              | 53                   |